# Phyllophaga vexata
Phyllophaga vexata är en skalbaggsart som beskrevs av Horn 1885. Phyllophaga vexata ingår i släktet Phyllophaga och familjen Melolonthidae. Utöver nominatformen finns också underarten P. v. unituberculata.